# Ratko Glavina
Ratko Glavina (Split, 1. prosinca 1941.) je hrvatski glumac.

## Filmografija

### Televizijske uloge
- "Naše malo misto" kao ribar (1970.)
- "Velo misto" kao doktor (1981.)
- "Nepokoreni grad" kao Špiro (1982.)
- "Ptice nebeske" (1989.)
- "Novo doba" kao direktor kluba (2002.)
- "Ruža vjetrova" kao Jure Jelavić (2011. – 2012.)
- "Tijardović" kao Emanuel Vidović (2013.)
- "Emanuel Vidović" kao Emanuel Vidović (2015. – 2016.)
- "Samo ti pričaj" kao Stjepan Božić (2015. – 2016.)
- "General" kao Niko Balić (2019.)
- "Kumovi" kao Andrija Akrap (2022. – 2023.)

### Filmske uloge
- "Djevojka i hrast" kao mladi Josip (1955.)
- "Đovani" kao Giovanni (1976.)
- "Čovik i arhitektura" (1977.)
- "Povratak" kao mucavac (1979.)
- "Servantes iz Malog Mista" kao hotelski djelatnik (1982.)
- "Od petka do petka" (1985.)
- "Katarina Druga" (1987.)
- "Buža" (1991.)
- "Posljednja volja" kao Bepo Štambuk (restoran) (2001.)
- "General" kao Niko Balić (2019.)

## Vanjske poveznice
- Ratko Glavina u internetskoj bazi filmova IMDb-u (engl.)